# NUnit
NUnit è un unit testing framework open source per Microsoft .NET. Appartiene alla famiglia Xunit e segue gli stessi propositi di JUnit per il mondo Java.

## Esempi
Esempi applicativi di un text fixture di NUnit:
```
using
 
NUnit.Framework
;

using
 
NUnit.Framework.SyntaxHelpers
;

 

 
[TestFixture]

 
public
 
class
 
ExampleTestOfNUnit

 
{

   
[Test]

   
public
 
void
 
TestMultiplication
()

   
{

     
Assert
.
AreEqual
(
4
,
 
2
*
2
,
 
"Multiplication"
);

     

     
// modalità equivalente, considerando che dalla versione 2.4 NUnit offre una nuova

     
// e più intuitiva sintassi di asserzione, come descritto in questa pagina:

     
// http://www.nunit.org/index.php?p=constraintModel&r=2.4.7

     
Assert
.
That
(
4
,
 
Is
.
EqualTo
(
2
*
2
),
 
"Multiplication constraint-based"
);

   
}

 
}

```

Il framework NUnit rileva automaticamente via reflection il metodo ExampleTestOfNUnit.TestMultiplication().

## Estensioni
- FireBenchmarks[1] è un  addin in grado di registrare il tempo di esecuzione degli unit test e generare reports di performance in XML, CSV ed XHTML con grafici e tracciamento storico. Il suo scopo principale è di consentire ad uno sviluppatore o ad un team che lavora utilizzando metodologie agili di integrare Metriche software ed analisi direttamente nell'ambiente di unit testing,  in modo da potere controllare e monitorare in modo semplice ed intuitivo l'evoluzione di un sistema software in termini di complessità algoritmica e carico delle risorse di sistema.
- NUnit.Forms è un'estensione open source del core NUnit. Il suo scopo principale è di consentire l'esecuzione di test unitari di GUI di tipo Windows Forms.
- NUnit.ASP[2] è un'estensione open source il cui corso di sviluppo è al momento fermo. Il suo scopo principale è di consentire l'esecuzione di test unitari di GUI di tipo ASP.NET.

## Letteratura
- Andrew Hunt and David Thomas: Pragmatic Unit Testing in C# with NUnit. The Pragmatic Bookshelf, Raleigh, 2004 ISBN 0-9745140-2-0
- Jim Newkirk and Alexei Vorontsov: Test-Driven Development in Microsoft .NET. Microsoft Press, Redmond 2004, ISBN 0-7356-1948-4
- Bill Hamilton: NUnit Pocket Reference. O'Reilly, Cambridge 2004, ISBN 0-596-00739-6